# حسن عباسی
حسن عباسی (زادهٔ ۱۳۴۵ ازنا) سخنران و نظریه‌پرداز توطئه ایرانی است که ریاست اتاق فکر «اندیشکدهٔ یقین» را بر عهده دارد. او برای اولین بار در سال ۲۰۰۳ در برنامه‌های ویژه تلویزیون دولتی ایران، حضور یافت و خود را به عنوان تحلیل‌گر مسائل سیاسی و استراتژیک معرفی نمود.
او عضو هیئت داوران جشنواره جهانی فیلم فجر در سال ۲۰۱۱ و مدرس کنفرانس بین‌المللی هالیوودیسم در سال ۲۰۱۳ بود.
عباسی به خاطر تئوری‌های توطئه‌اش در مورد طیف وسیعی از موضوعات از جمله سیاست، سینما، فرهنگ، اقتصاد، تاریخ و فلسفه شناخته شده‌است. به گفتهٔ برخی رسانه‌ها عباسی تخصص آکادمیک و سابقه روشنی در هیچ‌کدام از این زمینه‌ها ندارد و با استناد به مقامات سپاه در مدرک تحصیلی او تردید کرده‌اند. همچنین شماری از کارشناسان و متخصصان این زمینه‌ها هم ادعاهای عباسی را بی‌اساس یا فاقد مبنای علمی می‌دانند. با این وجود از او به‌عنوان یکی از تئوریسین‌ها یا استراتژیستهای اصولگرا یاد می‌شود.

## فعالیت‌ها

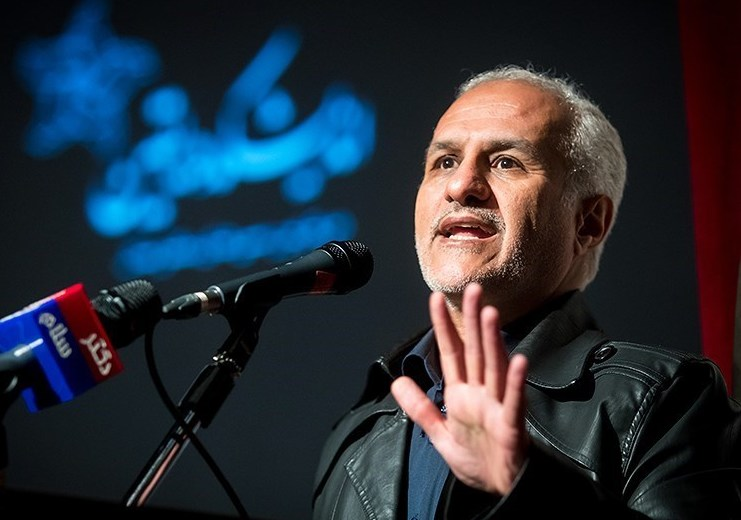
حسن عباسی در حال سخنرانی در مراسم پنجمین سالگرد ترور مصطفی احمدی روشن

عباسی نخستین بار در زمان حملهٔ آمریکا به عراق در سال ۲۰۰۳ با حضور در برنامه‌های تلویزیون ایران، خود را به عنوان تحلیل‌گر مسائل سیاسی و استراتژیک معرفی نمود. و از آن پس در محافل دولتی حضور پررنگی داشته‌است. او با سخنرانی در مساجد و دانشگاه‌ها و مخالفت با سیاست‌های اصلاح‌طلبان چون «گفتگوی تمدن‌ها» و «جامعه مدنی» فعالیت‌هایش را افزایش داد. با رسیدن محمود احمدی‌نژاد به ریاست جمهوری در سال ۱۳۸۴، عباسی توانست خود را بیشتر به عنوان تئوریسین و استراتژیست مطرح کند ولی او خیلی جدی گرفته نشد. به دلیل مواضع عباسی به مدتی طولانی حضور او در صدا و سیما ممنوع شده بود. او با سخنان عجیب و جنجالی در حوزه‌های مختلف از جمله سیاست، سینما، فرهنگ، اقتصاد، تاریخ و فلسفه که در محافل و رسانه‌ها خبرساز بود، به شهرت رسید.

## تحصیلات
گفته می‌شود که وی در سال ۱۳۸۳ در مقطع کارشناسی رشته فلسفه مشغول تحصیل بوده و تا بهمن آن سال، مدرکی بیش از لیسانس نداشته‌است. در مدرک دکترای عباسی از سوی افراد مختلف سپاهی و امنیتی تردید شده‌است. حسن عباسی دکتر بودن را در داشتن مدرک دکترا نمی‌داند بلکه در دادن نظریه و ارائه دکترین می‌داند و خود را به دلیل ارائه دکترین‌های مختلف، دکتر می‌داند. او گفته صدها پایان‌نامه دکتری زیر نظر او انجام شده و استاد راهنمای شماری از سپاهیان بوده‌است. وی همچنین معتقد است کسی که رانندگی می‌کند راننده یا کسی که بیماران را معالجه می‌کند پزشک است و نیازی به داشتن مدرک (گواهینامه رانندگی یا پروانه پزشکی) وجود ندارد.

## سِمت‌ها و مسئولیت‌ها
عباسی از فرماندهان پیشین سپاه پاسداران انقلاب اسلامی است و در دوره‌ای نیز مسئول توسعهٔ رزم نیروی دریایی سپاه پاسداران بوده‌است. او از سال ۱۳۷۹ ریاست اندیشکده یقین (مرکز بررسی‌های دکترینال) را بر عهده دارد. این مؤسسه فعالیت خود را در راستای «بومی‌سازی دانش دکترینولوژی» عنوان کرده‌است. او همچنین از ۱۳۸۸ تا ۱۳۹۲ عضو شورای پروانه نمایش و از اعضای هیئت داوران بیست و نهمین دوره جشنواره فیلم فجر در سال ۱۳۸۹ بود.

## دیدگاه‌ها

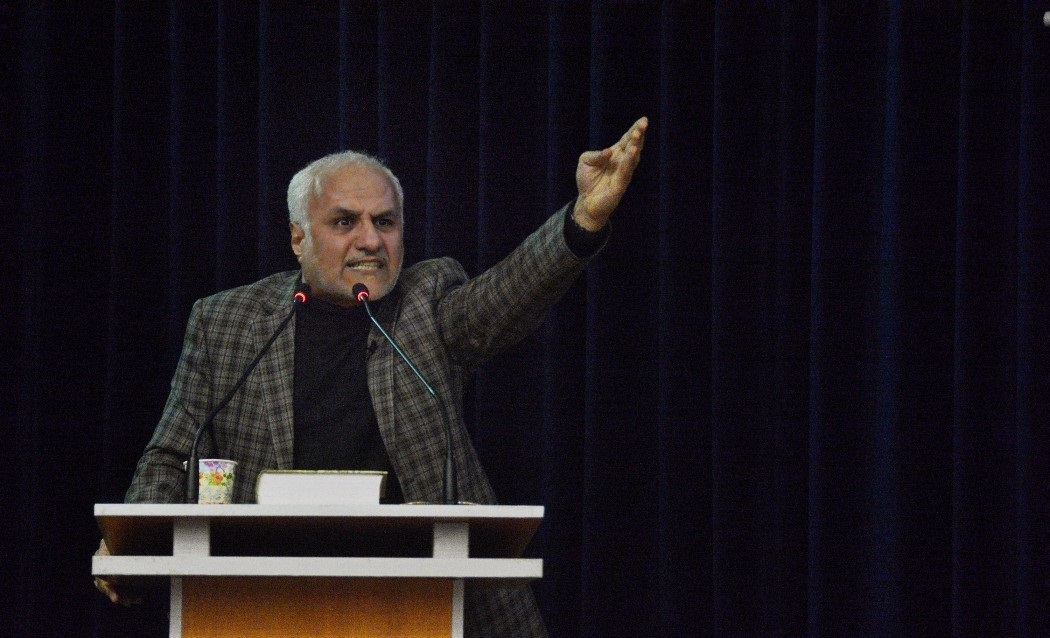
عباسی در حال سخنرانی در دانشگاه بجنورد، ۲۰۱۸

با آنکه حسن عباسی تحصیلات و تخصص مرتبط ندارد، در موارد متعددی از جمله سیاست، مذهب، اقتصاد، ورزش، فرهنگ و تاریخ اظهار نظر کرده‌است.
امیر طاهری در مقاله‌ای در دیلی تلگراف در سال ۲۰۰۶ عباسی را موسوم به «هنری کیسینجر اسلام» خواند. یکی از مشهورترین اظهارات عباسی نیز این است که خود را «کیسینجر اسلام» خوانده‌است.

### سیاست داخلی
دیدگاه‌های سیاسی اصلی عباسی اتخاذ رویکرد تهاجمی در مقابل غرب، عدم سازش بر سر مسائل هسته‌ای، مبارزه با گرایش‌های لیبرالیستی و سکولاریستی در ایران، تأکید بر «تهاجم فرهنگی» غرب و «جنگ نرم»، و لزوم بازنگری در آموزش علوم انسانی در ایران هستند. گفته می‌شود احمدرضا پوردستان فرمانده پیشین نیروی زمینی ارتش ایران از شاگردان عباسی بوده و سال‌ها فیلم کلاس‌های او را می‌دیده‌است. عباسی اصولگرایانی همچون یحیی آل اسحاق، علیرضا مرندی و مرضیه وحید دستجردی را لیبرال و غیر انقلابی می‌داند.

### سیاست خارجی
عباسی شکست نیروهای آمریکایی در صحرای طبس را نه به دلیل طوفان شن که بلکه به علت فرسودگی هلیکوپتر آمریکایی‌ها دانسته‌است.
عباسی در پاییز ۱۳۹۵ گفت: «بر اساس آمارهای رسمی ۶۶ درصد جمعیت برزیل حرام‌زاده‌است. در اروپا فرانسه با ۵۶ درصد حرام‌زاده‌اند، در سوئد ۵۵ درصد، آمریکا و انگلیس با ۴۱ و ۴۹ درصد، رتبه‌های بعدی هستند.»
اظهارات عباسی در رسانه‌های آمریکایی بازتاب داشته و افرادی چون امیر طاهری و مایکل لدین آنها را دلیل محکمی بر تأیید و ادامه سیاست‌های جرج بوش و نیاز مقابله و دفع خطر ایران دانسته‌اند.
حسن عباسی در شرایطی که اصولگرایان مدعی بودند که مذاکره با آمریکا جزء خطوط قرمز آنهاست، شرایط مذاکره با آمریکا را اعلام کرد. او طی یک سخنرانی در آبان ۱۳۹۷ گفت: «شرط نخست آن است که آمریکا همه وب‌سایت‌های پورن خود را مسدود کند. شرط دوم آن است که آمریکا حجاب را به رسمیت شناخته و آن را بپذیرد. شرط سوم آن است که آمریکا باید وال‌استریت را به عنوان مرکز ربای جهانی بسته و اقتصاد ربوی را کنار بگذارد. شرط چهارم جمع‌کردن بساط اسرائیل است. شرط پنجم آن است که آمریکا باید بپذیرد مسلمان شود.» شروطی که کاربران شبکه‌های اجتماعی عمدتاً با سویه‌های طنز و تمسخر با آن روبه‌رو شدند.
حسن عباسی دربارهٔ نحوه تأمین بودجه سپاه پاسداران از طریق گروگان‌گیری و باج‌گیری گفت: «ببینید شیوه بودجه درآوردن سپاه چگونه است؟ یک جاسوس می‌گیرد (جیسون رضائیان) و در قبال آزادی‌اش، دولت ایران یک میلیارد و ۷۰۰ میلیون دلار از آمریکا می‌گیرد؛ بنابراین سپاه با یک جاسوس بودجه یک میلیارد و ۲ میلیاردی را که دولت می‌خواهد بدهد، درمی‌آورد. یا در قبال خون‌بهای شهید قاسم سلیمانی، دولت ۳ میلیارد دلار درآمد خالص از قطر داشته‌است.» این اظهارات او با واکنش‌ها و انتقادات گسترده روبرو شد. جعفر محمدی روز جمعه ۴ بهمن ۱۳۹۸ در اینباره نوشت: «من نمی‌دانم حسن عباسی، نفوذی اسرائیل در ایران است یا خیر؟ اما می‌دانم اگر یک مأمور اسرائیلی می‌توانست سال‌های سال در سیستم حکومتی ایران نفوذ کند و رفته رفته به تریبون‌دار و تئوریسینی برای جریان حاکم تبدیل شود، همان حرف‌هایی را می‌زد که حسن عباسی می‌زند.»

### تاریخ و فرهنگ
او اعتقاد دارد که گفتگوی تمدن‌ها در نظر آمریکا بی‌معنی است و آن‌ها در همان سالی که سال گفتگو تمدن‌ها نامیده شد، نظریهٔ برخورد تمدن‌ها را مطرح و از آن دفاع کردند. وی همچنین نابودی ایران توسط انگلیس و بلعکس را برنامه هر دو کشور خوانده‌است و از نابودی تمدن آنگلوساکسون در آینده به دست خود، خبر داده‌است. عباسی می‌گوید کوروش به تعبیر امروزی صهیونیست بوده و تلقی کوروش به عنوان ذوالقرنین را یک اشتباه از سوی اساتید قدیم حوزه علمیه می‌داند. عباسی برپایه منشور کورش، کورش را به «بت‌پرستی» نیز متهم کرده‌است.

### اقتصاد
حسن عباسی اعتقاد دارد که ۸۰ درصد از اقتصاد ایران، بر پایه ربا است و این اعتقادش را از عبدالله جوادی آملی گرفته‌است. وی خواستار اقدام و همکاری مجلس شورای اسلامی، دولت، مجلس خبرگان رهبری و علما، برای ربازدایی است. او معتقد به پوچی فلسفه اقتصاد غرب و رسیدن به نقطه پایانی آن می‌باشد و در این زمینه تدوین طرح جایگزینی برای اقتصاد ایران را ضروری می‌داند. او توجه و اقدام جدی مسئولان اقتصادی ایران و دانشکده‌های اقتصاد را لازم و سکوت آنها را در این زمینه غیرقابل قبول و توجیه ناپذیر می‌داند. عباسی همچنین از این که سرمایه مردم در زمینه تولید هزینه نمی‌گردد و از این که هر روز بانک‌ها، آسمان خراش‌های جدیدی به موارد قبلی می‌افزایند، گله‌مند است.

### اسلامی سازی علوم
عباسی معتقد است باید علوم انسانی را به «علوم اسلامی و ایرانی» متحول کرده و نیز به جای تدریس نظریات منسوخ غربی «علم بومی» را تولید کرد. او در همین زمینه از نامه ۱۶۰ تن از اساتید علوم سیاسی دانشگاه‌ها به رئیس‌جمهور در خصوص تغییر در رشته علوم سیاسی انتقاد کرده و گفته‌است: «اساتید دانشگاه با این نامه تلاش دارند با ادعای ایدئولوژیسم سازی علوم انسانی، جلوی حرکت اسلامی سازی علوم را بگیرند. آنها باید در برابر مردم پاسخگو باشند. اساتید دانشگاه پاسخ خانواده‌هایی را که فرزندان خود را به نبرد می‌فرستند تا امنیت در جامعه ایجاد شود چه خواهند داد؟»

### فوتبال
حسن عباسی می‌گوید که برخلاف تصور آنان که فکر می‌کنند فوتبال یک ورزش است، فوتبال ابزار سیاست است. در واقع، پشت فوتبال سپ بلاتر نیست، بلکه دکتر هنری کیسینجر است. وی فوتبال را قمار دانسته و تماشای آن را معادل تماشای نبرد گلادیاتورها اعلام کرده‌است.
حسن عباسی در ۱۴ تیر ۱۴۰۱ در سخنانی به فوتبالیستهای کشور تهمتهایی از قبیل نامسلمان بودن زد و گفت در میان آنها شهید وجود ندارد و فساد اخلاقی دارند. این سخنان عباسی با واکنش گسترده فوتبالیستها، اهالی فوتبال و سایر اقشار جامعه شد. از جمله علی کریمی و چند ورزشکار دیگر او را «دوزاری» خطاب کردند.

### سینما
وی به نقد سریال‌هایی همچون فرار از زندان، ۲۴، لاست، و ویکتوریا پرداخته‌است. او معتقد است دشمنان با ساختن انیمیشن یوگی و دوستان به نوح پیامبر اهانت کرده‌اند. او در نقد محصولات سینمایی غرب، پس‌زمینه‌های احتمالی سیاسی و فرهنگی را بررسی می‌کند، نه جنبه‌های هنری آنها را.
به نوشتهٔ مئیر جاودانفر در گاردین، مرکز تحت مدیریت عباسی در چارچوب تلاش‌ها برای برملا کردن نقشه‌های غرب برای سرنگونی نظام جمهوری اسلامی، میلیون‌ها دلار صرف تحقیق در خصوص کارتون‌هایی چون کایوت و رودرانر کرده‌است. به تعبیر عباسی، کایوت از طبلی همچون عزاداری‌های شیعه استفاده می‌کند و این توهینی به شیعیان است. او همچنین نتیجه گرفته که چون در این کارتون برخی کاکتوسها شبیه اندام‌ها نری هستند، این بدین معناست که غرب دارد به مسلمانان انگشت وسط نشان می‌دهد.
عباسی در زمان حضور در هیئت داوران بیست و نهمین جشنواره فیلم فجر نسبت به برندگان جوایز آن دوره انتقاد جدی داشت و از اهدای جوایز به برندگان و حضور روی سن خودداری کرد.

## حواشی

### ادعای ارتباط آمدنیوز با سازمان اطلاعات
وی طی اظهار نظری در دی ماه سال ۱۳۹۶ وزارت اطلاعات ایران را متهم به ارتباط با شبکه آمدنیوز نمود که این مسئله منجر به شکایت این سازمان از وی شد.

### ادعای عدم حضور در جنگ ایران و عراق
در یک قسمت از برنامه تلویزیونی دیروز، امروز، فردا که با حضور حسن عباسی و علی شمخانی پخش می‌شد، شمخانی گفت: «اگر حسن عباسی و عباسی‌های دیگر به جبهه می‌آمدند و ما کمبود نیرو نداشتیم، مسئله فرق می‌کرد. ایشان در جبهه حضور نداشتند». عباسی این ادعا را رد کرد و خبرگزاری فارس هم چند عکس از او با لباس نظامی منتشر و ادعا کرد که عباسی در عملیات فتح ۸ حضور داشته‌است.

### تهدید تاجزاده و اصلاح‌طلبان به قتل
پس از کشته شدن قاسم سلیمانی در حمله هوایی آمریکا به بغداد، مصطفی تاجزاده به همراه بیش از ۶۰ تن دیگر از سیاستمداران اصلاح طلب در نامه‌ای به مقامات مسئول ایران خواستار عدم جنگ با آمریکا شده بود که ۱۷ دی ۹۸ در همین رابطه کلیپی از سخنرانی حسن عباسی در مراسم بزرگداشت سلیمانی در فضای مجازی پخش شد که تاجزاده را «سگِ هار» خطاب کرده و با «جریان نفاق» نامیدن اصلاح‌طلبان، آنها را به مثله کردن و قتل تهدید کرد. عباسی با هشدار به دادستان کشور گفت:
«اصلاح‌طلب‌ها دارند با احساسات مردم در قضیه شهادت قاسم سلیمانی بازی می‌کنند. اگر مردم ریختند این باند اصلاح‌طلب را تو خیابان کشتند و تکه‌تکه کردند نگویید که هشدار ندادید.»
او همچنین حسن روحانی رئیس‌جمهور و سید محمد خاتمی را هم خطاب قرار داده و بیان کرد «به کوری چشم اصلاح‌طلبان، به کوری چشم خاتمی و باندِ روحانی، بزودی انتقام خون شهید سلیمانی را خواهیم گرفت.»
تاجزاده در حساب کاربری توییتر خود اظهار کرد که با توجه به شرایط کنونی از شکایت صرفه‌نظر می‌کند ولی خواستار «محکومیت» گفته‌های عباسی از سوی فعالان اصولگرا است. برخی رسانه‌ها از هر دو جناح اصلاح طلب و اصولگرا نسبت به این سخنان عباسی واکنش نشان داده و آن را محکوم کردند.

## بازداشت‌ها

### شکایت هاشمی و روحانی
وی در ۱۶ خرداد ۱۳۸۸ در پی سخنرانی در پردیس دانشکده‌های فنی دانشگاه تهران، با عنوان «۲۰ سال خامنه‌ایسم و جمهوری دهم» و مصاحبه با روزنامه وطن امروز در تاریخ ۳ خرداد ۱۳۸۸ با عنوان «چرا می‌خواهند احمدی‌نژاد نباشد؟» و سخنرانی در تالار سید الشهدا تهران با عنوان «مهندسی افکار عمومی» بنا به شکایت دفتر اکبر هاشمی رفسنجانی و حسن روحانی بازداشت شد، که بعدها در دادگاه، رفع اتهام و تبرئه شد. وی همچنین مدعی شده که حسن روحانی و برخی دیگر از مسئولان جمهوری اسلامی، از وی شکایت کرده‌اند و هنوز (تا سال ۹۴) با قید وثیقه آزاد است.

### شکایت ارتش
در مرداد ۱۳۹۵ سخنرانی از عباسی منتشر شد، که در آن، او گفته بود «ارتش بی سر و صدا فقط در پادگان‌ها حضور دارد و آمریکا چنین نیرویی را می‌خواهد.» او همچنین بیان کرده بود که «اگر دنیا را آب ببرد ارتش صدایش در نمی‌آید.» عباسی با این حال از سپاه پاسداران و بسیج تجلیل کرد. احمدرضا پوردستان در حاشیه عیادت از جانبازان آسایشگاه جانبازان امام خمینی مشهد، با انتقاد شدید از سخنان حسن عباسی گفت: «از طریق مدیریت حقوقی نیروی زمینی ارتش، علیه عباسی طرح دعوا شده‌است.» پوردستان اظهار کرد: «وی (حسن عباسی) بدون شناخت و آگاهی اقدام به بیان سخنانی نسنجیده کرد و باید هر چه زودتر از مجموعه ارتش جمهوری اسلامی ایران و عموم ملت ایران عذرخواهی کند، در غیر این صورت موضوع به‌طور جدی‌تر پیگیری می‌شود و منتظر واکنش مراجع قضائی در این ارتباط خواهیم بود.» حسن عباسی به دلیل ممانعت از تودیع وثیقه در روز چهارشنبه ۱۳ مرداد بازداشت و سه روز بعد آزاد شد.

### شکایت دوباره روحانی
حسن عباسی در مهر ۱۳۹۷ با عنوان اتهامی، توهین به رئیس‌جمهور (حسن روحانی) و وزیر راه (عباس آخوندی) از سوی دادگاه به ۷ ماه زندان محکوم شد. این حکم قطعی اعلام شد اما به جای زندان، تصاویر صبحانه‌خوردنش با عزت‌الله ضرغامی منتشر شد.